# Inženirska brigada 7. korpusa (NOVJ)
Inženirska brigada 7. korpusa (srbohrvaško Inžinjerijska brigada 7. korpusa) je bila brigada v sestavi Narodnoosvobodilne vojske in partizanskih odredov Jugoslavije in ki je delovala med drugo svetovno vojno na področju Kraljevine Jugoslavije.